# CD63
CD63 (англ. CD63 molecule) – білок, який кодується однойменним геном, розташованим у людей на короткому плечі 12-ї хромосоми. Довжина поліпептидного ланцюга білка становить 238 амінокислот, а молекулярна маса — 25 637.
| 10         |  | 20         |  | 30         |  | 40         |  | 50         |
| ---------- |  | ---------- |  | ---------- |  | ---------- |  | ---------- |
| MAVEGGMKCV |  | KFLLYVLLLA |  | FCACAVGLIA |  | VGVGAQLVLS |  | QTIIQGATPG |
| SLLPVVIIAV |  | GVFLFLVAFV |  | GCCGACKENY |  | CLMITFAIFL |  | SLIMLVEVAA |
| AIAGYVFRDK |  | VMSEFNNNFR |  | QQMENYPKNN |  | HTASILDRMQ |  | ADFKCCGAAN |
| YTDWEKIPSM |  | SKNRVPDSCC |  | INVTVGCGIN |  | FNEKAIHKEG |  | CVEKIGGWLR |
| KNVLVVAAAA |  | LGIAFVEVLG |  | IVFACCLVKS |  | IRSGYEVM   |  |            |

A: Аланін

C: Цистеїн

D: Аспарагінова кислота

E: Глутамінова кислота

F: Фенілаланін

G: Гліцин

H: Гістидин

I: Ізолейцин

K: Лізин

L: Лейцин

M: Метіонін

N: Аспарагін

P: Пролін

Q: Глутамін

R: Аргінін

S: Серин

T: Треонін

V: Валін

W: Триптофан

Задіяний у таких біологічних процесах, як транспорт, транспорт білків, альтернативний сплайсинг. 
Локалізований у клітинній мембрані, мембрані, лізосомі, ендосомах.
Також секретований назовні.